# Can Rull
Can Rull es un barrio de Sabadell, Cataluña, España.

## Situación
Can Rull está encuadrado dentro del 4º distrito, siendo el barrio más grande de este distrito. Se halla en la parte centro-oeste de la ciudad.

## Población
Aumentó mucho durante la década de 1960, pasando de tener algo más de 3.000 habitantes a tener 12.000. En 2007 residían en Can Rull 20.461 habitantes.

## Patrimonio
Can Rull cuenta con la masía de Can Rull, antigua residencia de la familia Rull, quienes dieron nombre al barrio. También con la fuente de Can Rull, que es un parque situado al lado del parque Catalunya, con un pequeño tren que lo recorre a lo largo de este pulmón verde. En El Jardín de la Amistad (El jardí de l' amistat) vivió varias décadas Llum de la Selva.

## Fiestas
La fiesta mayor de Can Rull es el último fin de semana de junio de cada año, y se puede asistir a bailes y conciertos organizados en la calle, así como a la feria, la fiesta de la espuma o diversas actividades.

## Deporte
El club más relevante del barrio es el CFU Can Rull Rómulo Tronchoni, resultado de la unión de esos tres equipos, y juega sus partidos como local en la zona esportiva Can Rull. Su primer equipo ha militado durante años en la primera regional, y tiene una amplia tradición en fútbol base. 
La zona deportiva Can Rull cuenta con dos campos de fútbol (10 000 espectadores) y un campo de fútbol sala.
- Datos: Q130070
- Multimedia: Can Rull / Q130070